# Programowanie ograniczeń

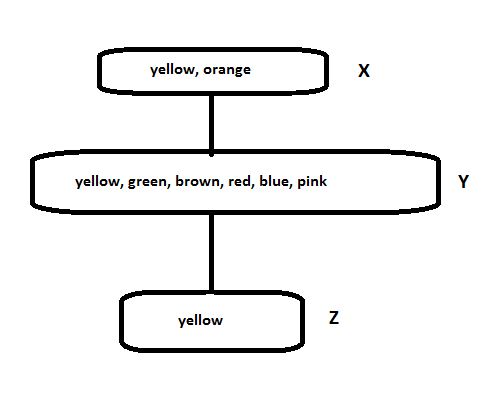
Przykład algorytmu zamienności

Programowanie ograniczeń jest paradygmatem rozwiązywania problemów kombinatorycznych, który opiera się na szerokim zakresie technik sztucznej inteligencji, informatyki i badań operacyjnych. W programowaniu ograniczeń użytkownicy deklaratywnie określają ograniczenia możliwych rozwiązań dla zestawu zmiennych decyzyjnych. Ograniczenia różnią się od typowych prymitywów imperatywnych języków programowania tym, że nie określają kroku lub sekwencji kroków do wykonania, a raczej pożądane właściwości znalezionego rozwiązania. Dodatkowo do ograniczeń należy również określić metodę rozwiązania tych ograniczeń.